# Dictionnaires Le Robert
Dictionnaires Le Robert – wydawnictwo francuskie, założone w roku 1951 przez Paula Roberta. Specjalizuje się z wydawaniu słowników języka francuskiego dla różnych kręgów odbiorców. Głównym dziełem wydawnictwa jest sześciotomowy słownik Le Grand Robert zawierający 100 tys. haseł, 300 tys. znaczeń i część encyklopedyczną. Innymi pozycjami są podręczny słownik Le Petit Robert oraz słownik jednojęzyczny dla uczących się języka francuskiego Le Robert Micro. Największe słowniki wydawnictwa publikowane są również w wersji elektronicznej.
Pierwsze wydanie słownika Le Petit Robert zostało przywitane recenzją w Le Nouvel Observateur: „W końcu słownik dla lewicy!”.